# Roger Lafont
 (mai 2019).
Roger Marcel Lafont, né le 7 juin 1897 à Séneujols et mort le 1er décembre 1952 à Vincennes, est un militaire français. 
Il combat pendant la Première et la Deuxième Guerre mondiale. De 1942 à la Libération, il est le responsable en France occupée des services de renseignements clandestins de l'armée (Société de travaux ruraux (Service de renseignement)).
À partir de 1948 et jusqu'à sa mort en 1952, il est le patron du contre-espionnage au sein de la DGER, puis du SDECE. Il est considéré comme un des meilleurs espions français.

## Biographie
Roger Lafont est né à Séneujols (Haute-Loire) où ses parents sont instituteurs. Il fait ses études secondaires au lycée de garçons du Puy et passe son baccalauréat en 1916.

### Carrière militaire
Appelé de la classe 1917, il est incorporé le 9 janvier 1917 au 139e régiment d'infanterie. Il termine la guerre comme sous-lieutenant.

#### Entre-deux-guerres
Roger Lafont commence sa carrière dans les services de renseignements dès 1921. En juillet 1921, le Lieutenant Lafont rejoint l'État-major du corps d'occupation à Constantinople. Il fait partie du Poste de Renseignement recréé aux Armées, sous les ordres du futur Général Dentz.
Après la Turquie, il est nommé au Bureau de Centralisation des Renseignements (B.C.R.) de la Sarre, territoire occupé par la France. De 1927 à 1937, il est affecté à Forbach, antenne du Poste de Metz.
En 1939, il est détaché dans la zone du B.E.N.E. (Bureau d'Études du Nord-Est), appellation du Poste S.R. de Lille.

#### Seconde Guerre mondiale
À partir de juin 1940, il est affecté en renfort au Poste de Belgrade. Il devra quitter les Balkans avec l'invasion allemande de 1941. Il retourne en France où il rejoint les services de renseignements encore en zone libre.
De novembre 1942 jusqu'à la Libération, il sera, sous le pseudonyme de Verneuil, le responsable des T.R. (travaux ruraux), couverture des services de renseignements de l'armée.

#### Après la guerre
À partir de la Libération, nommé colonel, il reprend sa place dans les services de renseignements, DGER, puis SDECE, en tant que chef du Contre-espionnage, poste qu'il occupera jusqu'à sa mort en 1952.

## Pseudonymes
Considéré comme un des meilleurs agents français, Roger Lafont est rarement cité nommément : on le retrouve souvent sous le nom de Verneuil, commandant puis colonel. Pierre Nord, dans Mes camarades sont morts, le camoufle sous le nom de Vauthier ou Laforêt. Comme beaucoup de ses camarades, Pierre Nord vouait une profonde admiration à Roger Lafont : c'est à lui que fait référence sans aucun doute le colonel Dubois, patron des services secrets dans tous ses romans. La description du colonel Dubois correspond parfaitement à la description qui en est faite dans Mes camarades sont morts et par tous ceux qui ont connu Verneuil.
La mairie de Séneujols a donné son nom (avec le prénom Marcel, alors qu'il est appelé Roger partout ailleurs) à l'école du village en 2010.

## Distinctions
- Croix de guerre 1939–1945
- Médaille de la Résistance française
- Commandeur de la Légion d'honneur